# 太和街道 (曲靖市)
太和街道是中华人民共和国云南省曲靖市麒麟区下辖的一个街道办事处。

## 行政区划
太和街道下辖以下村级行政区划单位：
太和社区、鑫源社区、小坡社区、曲烟社区、竹鹰社区、荷花塘社区、双友社区。